# ثورة استقلال صقلية (1848)

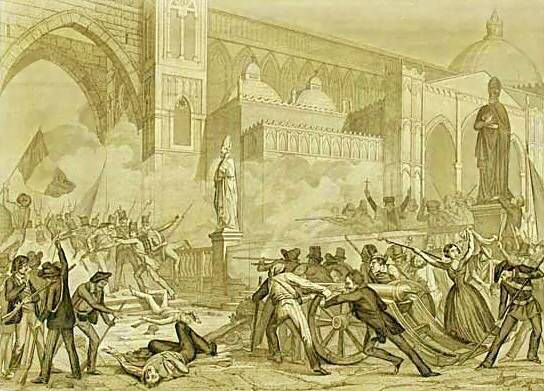
الثورة في باليرمو (12 جانفي 1848)

وقعت ثورة الاستقلال الصقلية في سنة 1848 التي انتشرت فيها الثورات والثورات الشعبية. تكمن أهمية الثورة الصقلية في ذلك العام للأسباب الأربعة التالية:
1. أنها بدأت في 12 يناير 1848 وكانت واحدة من أول الثورات العديدة التي حدثت في تلك السنة.
2. وقعت أربع ثورات في جزيرة صقلية بين 1800 و 1849 ضد حكم بوربون، نجحت الأخيرة منها في إيجاد دولة مستقلة لمدة 16 شهراً.
3. كان الدستور الذي نجا بعد تلك 16 شهراً متقدماً جداً بمعايير ذلك الوقت من حيث شروط الديمقراطية الليبرالية، كذلك اقتراح كونفدرالية دول إيطالية.
4. كانت في واقع الأمر رفعاً للستار عن نهاية مملكة البوربون الصقليتين التي حصلت في 1860 و 1861 مع توحيد إيطاليا.